# Scaptius obscurata
Scaptius obscurata là một loài bướm đêm thuộc phân họ Arctiinae, họ Erebidae.